# Laconia (unità periferica)
La Laconia (in greco Λακωνία?) è una delle cinque unità periferiche del Peloponneso, una delle tredici periferie (in greco περιφέρειες?, perifereies - regione amministrativa) della Grecia.

## Prefettura
La Laconia era una prefettura della Grecia, abolita a partire dal 1º gennaio 2011 a seguito dell'entrata in vigore della riforma amministrativa detta Programma Callicrate.
La riforma amministrativa ha anche modificato la struttura dei comuni che ora si presenta come nella seguente tabella:
| Nuovo comune   | Vecchio comune | Sede    |
| -------------- | -------------- | ------- |
| Anatoliki Mani | Anatoliki Mani | Gytheio |
| Anatoliki Mani | Gytheio        | Gytheio |
| Anatoliki Mani | Oitylo         | Gytheio |
| Anatoliki Mani | Smynos         | Gytheio |
| Cervi          | Cervi          | Cervi   |
| Evrotas        | Skala          | Skala   |
| Evrotas        | Geronthres     | Skala   |
| Evrotas        | Elos           | Skala   |
| Evrotas        | Krokees        | Skala   |
| Evrotas        | Niata          | Skala   |
| Malvasia       | Malvasia       | Molaoi  |
| Malvasia       | Asopos         | Molaoi  |
| Malvasia       | Voies          | Molaoi  |
| Malvasia       | Zarakas        | Molaoi  |
| Malvasia       | Molaoi         | Molaoi  |
| Sparta         | Sparta         | Sparta  |
| Sparta         | Therapnes      | Sparta  |
| Sparta         | Karyes         | Sparta  |
| Sparta         | Mystras        | Sparta  |
| Sparta         | Oinountas      | Sparta  |
| Sparta         | Pellana        | Sparta  |
| Sparta         | Faris          | Sparta  |

## Immagini della Laconia

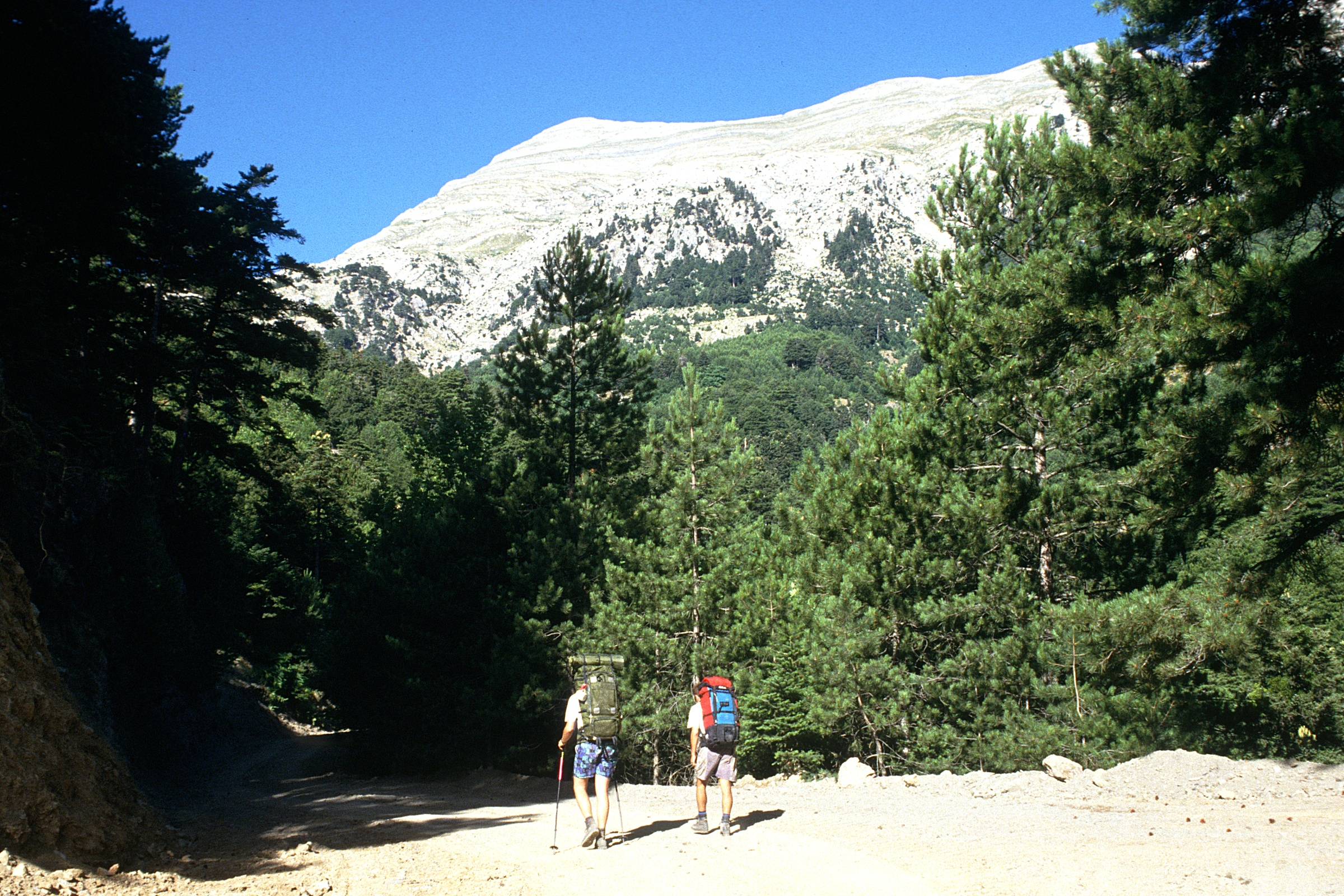
Monte Taigeto
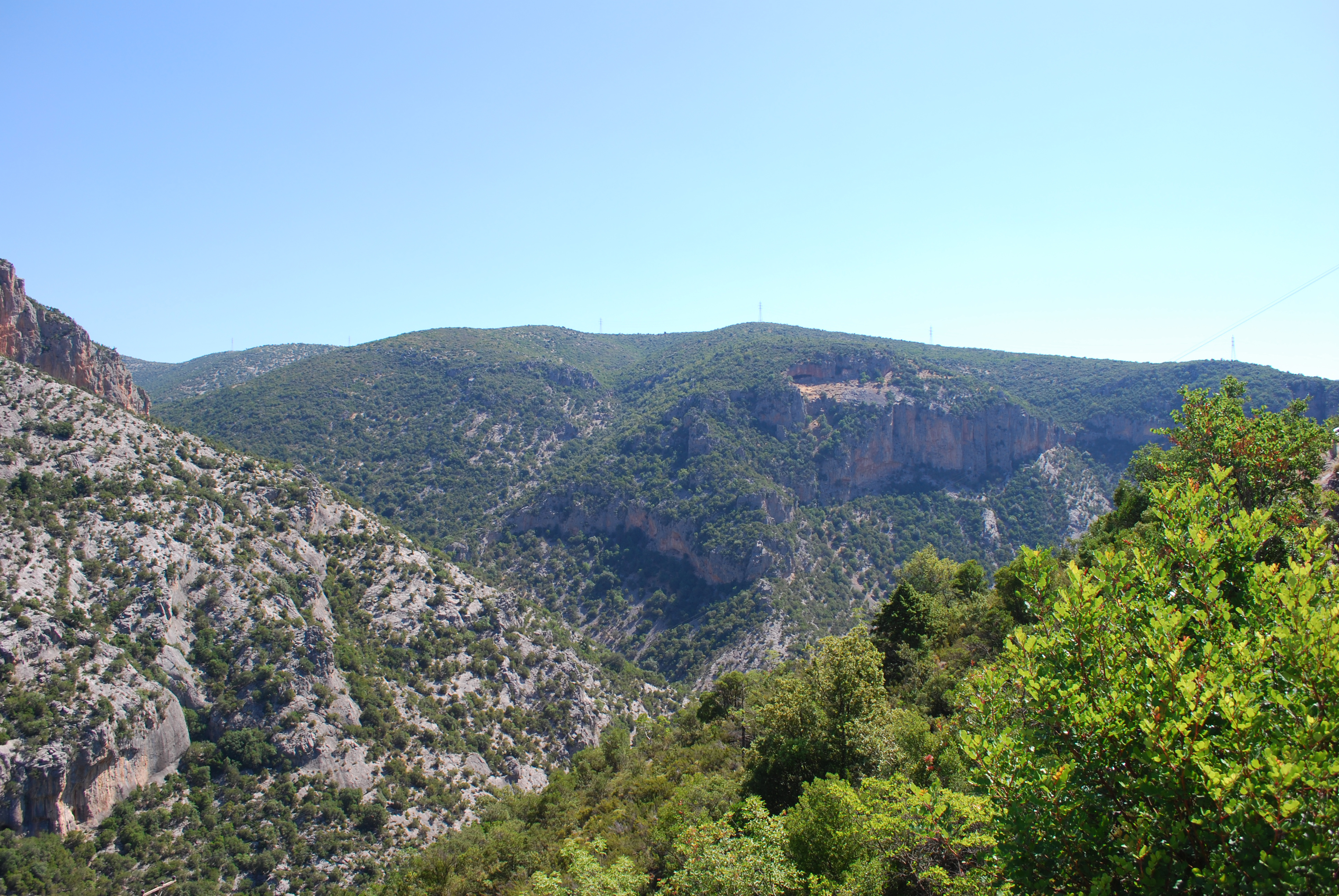
Monte Parnone
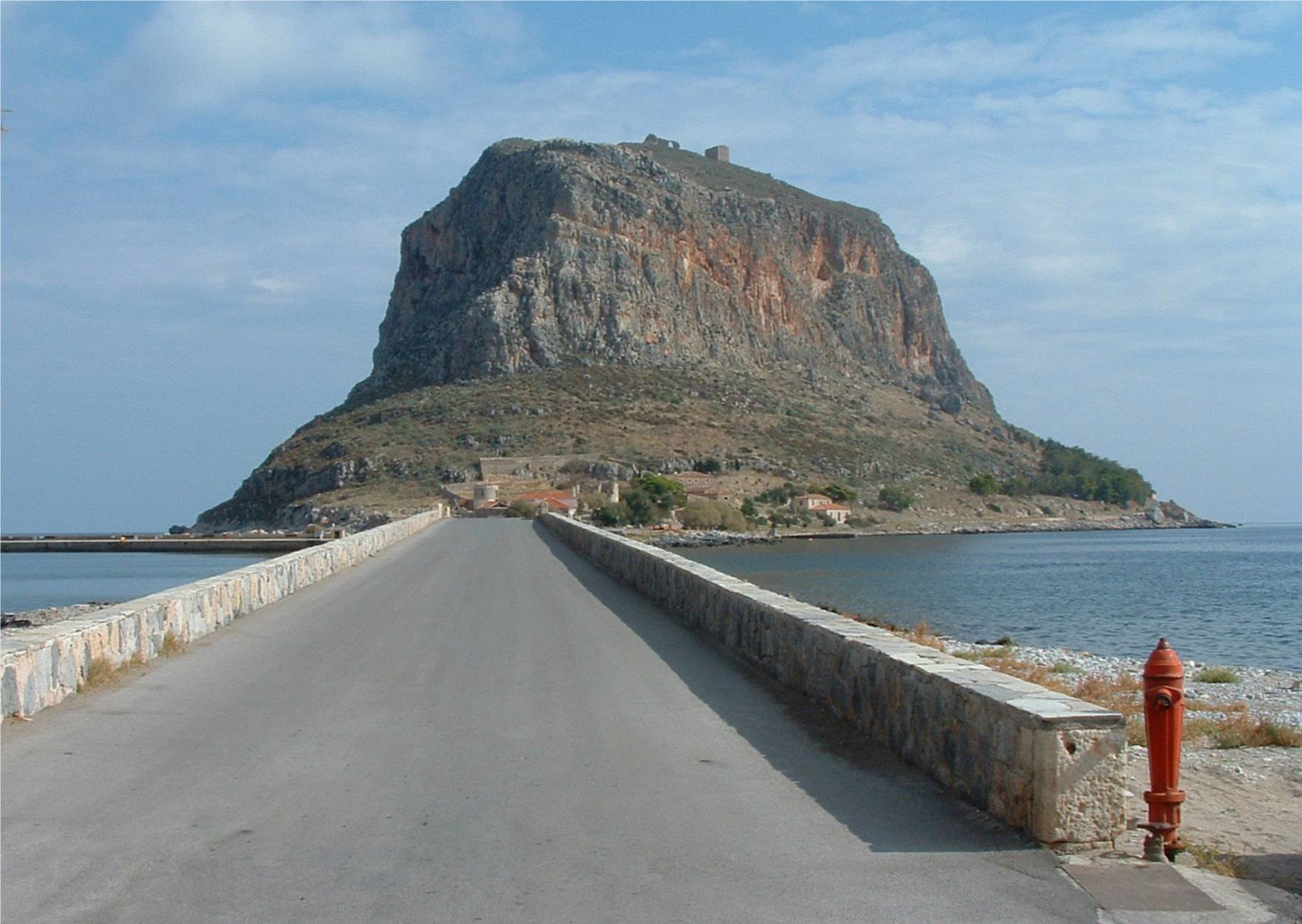
La roccia di Malvasia
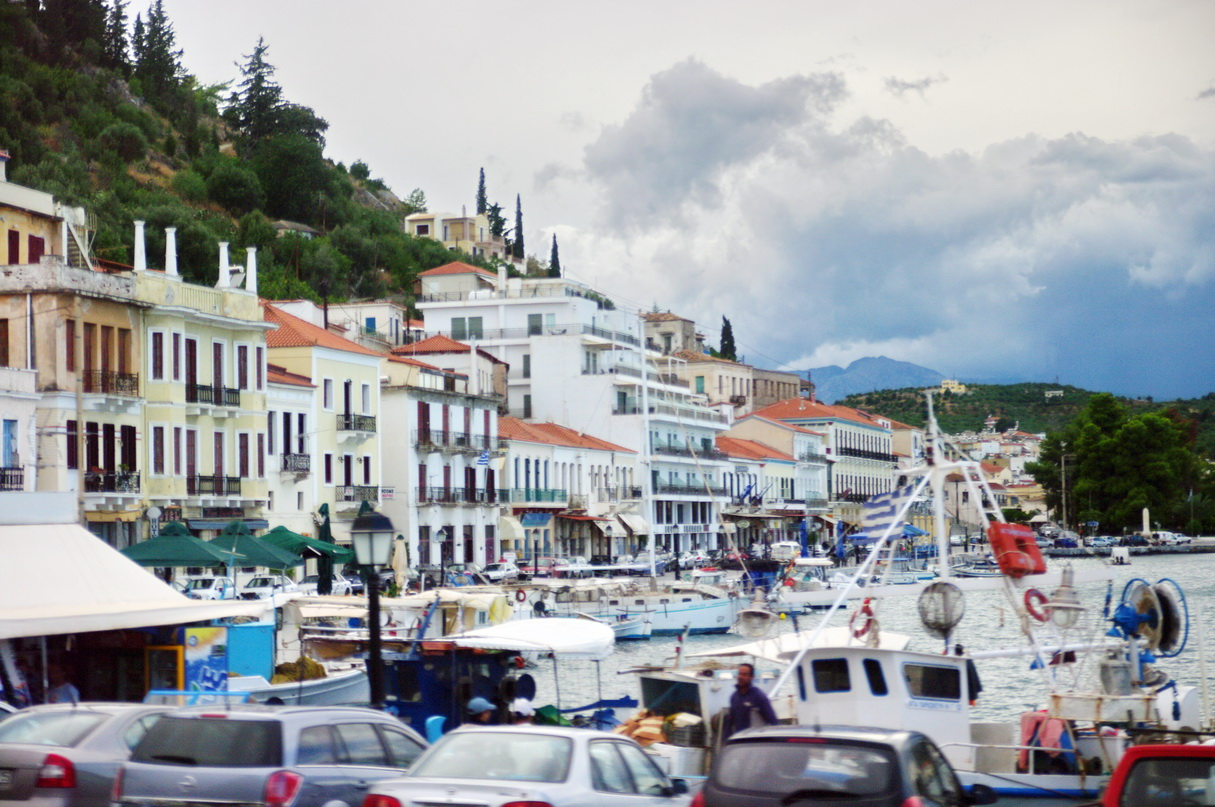
Il porto di Gytheio, Penisola di Mani
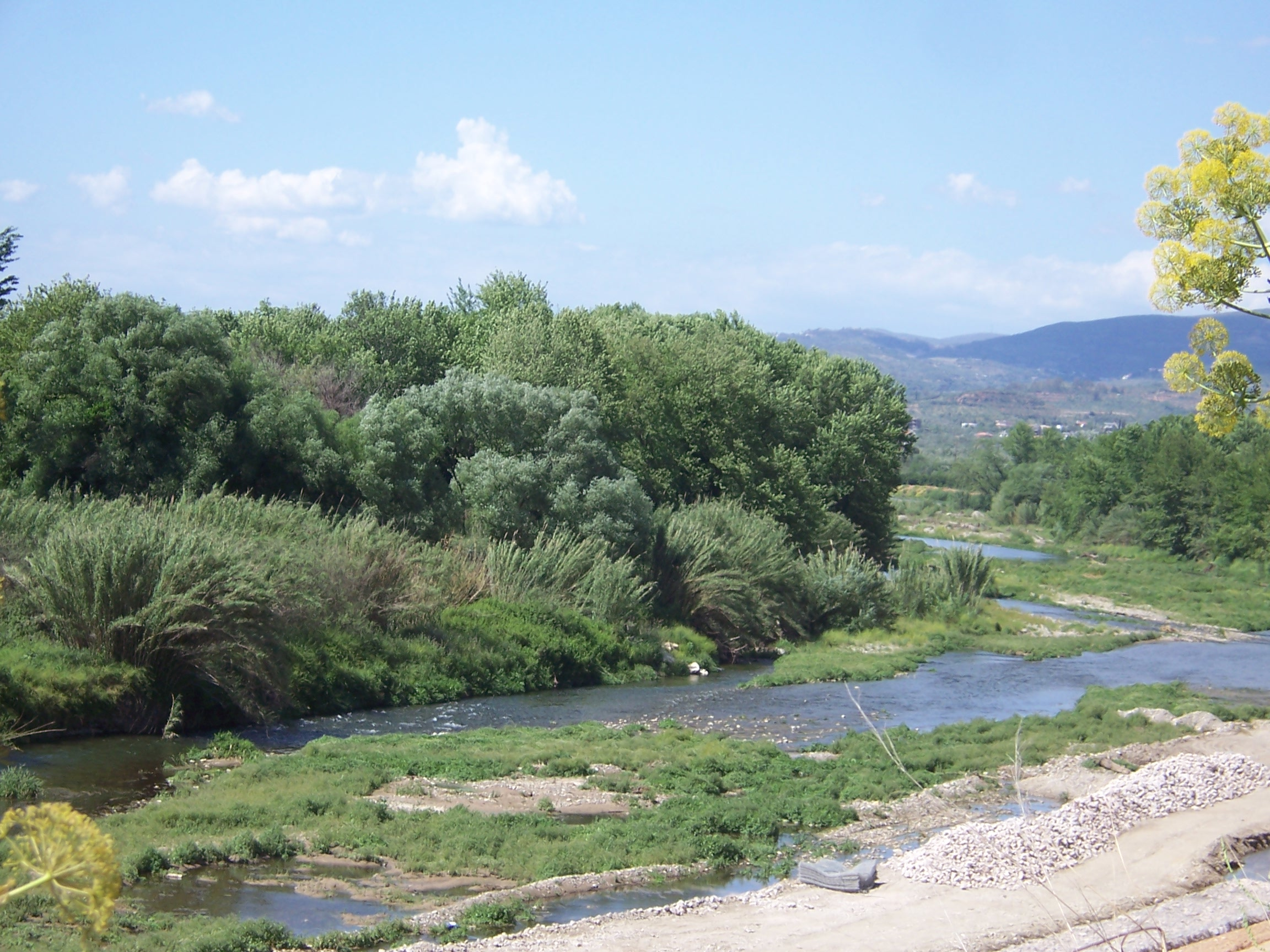
Il fiume Eurota, pochi chilometri a valle di Mistra
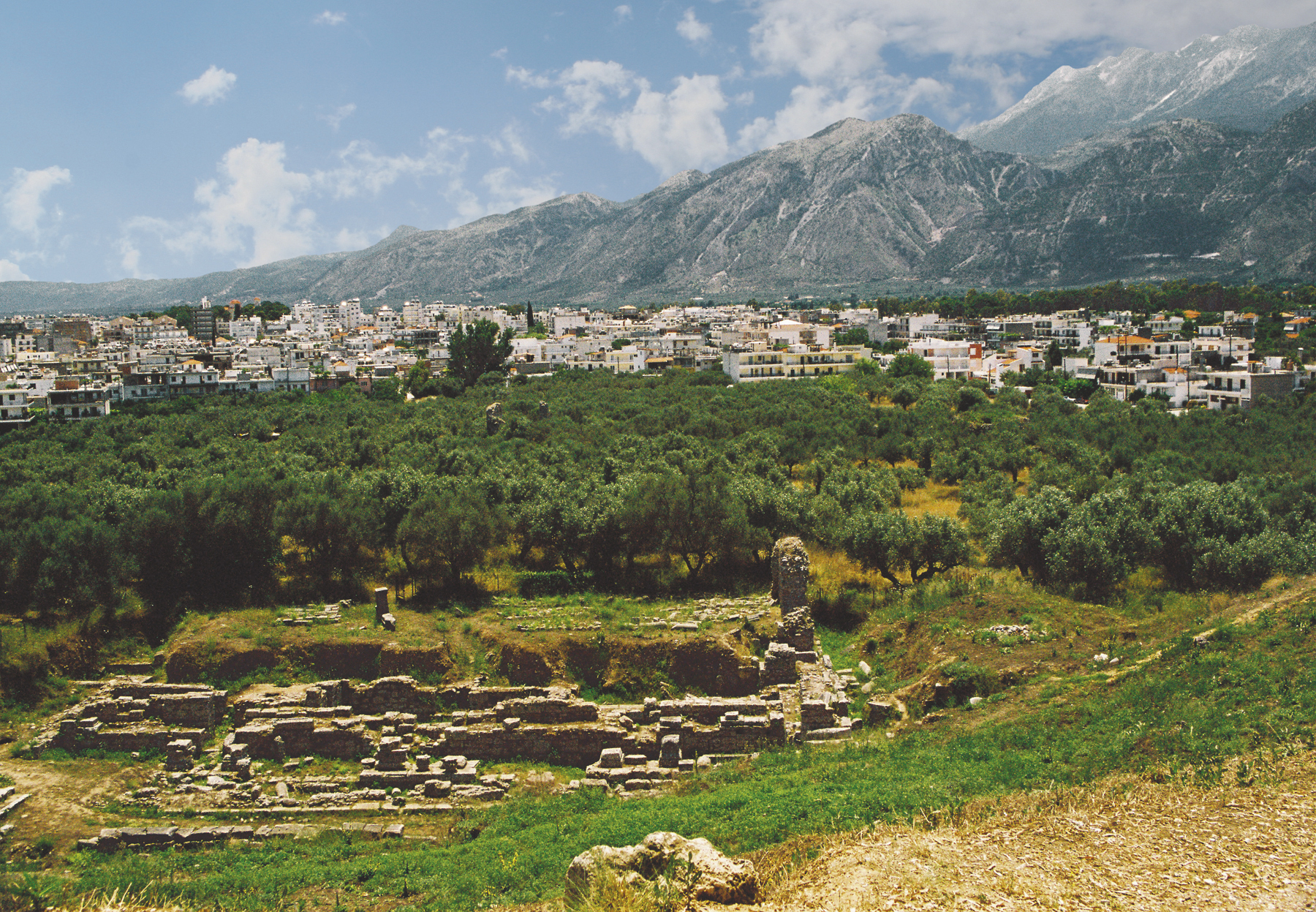
Il teatro dell'antica Sparta, con la Sparta moderna e il monte Taigeto sullo sfondo

## Precedente suddivisione amministrativa
Dal 1997, con l'attuazione della riforma Kapodistrias, la prefettura era suddivisa in 20 comuni e 2 comunità
| Comuni         | Codice comunale | Sede (se differente) | C.A.P  |
| -------------- | --------------- | -------------------- | ------ |
| Anatoliki Mani | 3201            | Kotronas             | 230 66 |
| Asopos         | 3202            | Papadianika          | 230 56 |
| Elos           | 3207            | Vlachiotis           | 230 55 |
| Faris          | 3222            | Xirokampi            | 230 54 |
| Geronthres     | 3204            | Geraki               | 230 58 |
| Gytheio        | 3205            |                      | 232 00 |
| Krokees        | 3211            |                      | 230 57 |
| Molaoi         | 3212            |                      | 230 52 |
| Malvasia       | 3213            |                      | 230 70 |
| Mystras        | 3214            | Magoula              | 231 00 |
| Niata          | 3215            | Agios Dimitrios      | 230 60 |
| Oinountas      | 3216            | Sellasia             | 230 64 |
| Oitylo         | 3217            | Areopoli             | 230 62 |
| Pellana        | 3218            | Kastoreio            | 230 59 |
| Skala          | 3219            |                      | 230 51 |
| Smynos         | 3220            | Agios Nikolaos       | 230 61 |
| Sparta         | 3221            |                      | 231 00 |
| Therapnes      | 3209            | Gkoritsa             | 231 00 |
| Voies          | 3203            | Neapoli              | 230 53 |
| Zarakas        | 3208            | Reichea              | 230 68 |
| Comunità       | Codice comunale | Sede (se differente) | C.A.P. |
| Cervi          | 3206            |                      | 230 53 |
| Karyes         | 3210            |                      | 230 67 |